# Dream (Dizzee Rascal)
Dream è un brano musicale del rapper britannico Dizzee Rascal, pubblicato come secondo singolo estratto dall'album Showtime, secondo album del cantante. Il brano, scritto dallo stesso Dizzee Rascal è stato pubblicato l'8 novembre 2004 dalla XL Recordings, ed è riuscito ad arrivare sino alla quattordicesima posizione della classifica dei singoli più venduti nel Regno Unito.

## Tracce
CD 1
1. Dream (album version) — 3:18
2. Is this Real? — 4:16

CD 2
1. Dream (single mix) — 3:19
2. Trapped — 3:49
3. Imagine [Live at Austin, Texas 20/3/2004] — 1:42

Vinyl
1. Dream (single mix)
2. Dream (album version)
3. Trapped
4. Trapped (instrumental)

## Classifiche
| Classifica (2004) | Posizione più alta |
| ----------------- | ------------------ |
| Regno Unito       | 14                 |